# سوئد در المپیک تابستانی ۱۹۷۶
سوئد در بازی‌های المپیک تابستانی ۱۹۷۶ که در شهر مونترال کانادا برگزار شد، کاروان سوئد با ۱۱۶ ورزشکار در این رقابت‌ها شرکت کرد و موفق به کسب ۵ مدال (۴ طلا، ۱ نقره، ۰ برنز) شد. در جدول رتبه‌بندی توزیع مدال‌ها، سوئد در ردهٔ ۱۲ مسابقات قرار گرفت.